# Волчанский маслоэкстракционный завод
Волчанский маслоэкстракционный завод (укр. Вовчанський олійноекстракційний завод) — предприятие пищевой промышленности в городе Волчанск Харьковской области.

## История
В 1912 году в Волчанске действовали две маслобойки, на которых работали 56 человек, которые пострадали в ходе гражданской войны, но были восстановлены после окончания боевых действий
В 1925 году в результате объединения маслобоек был создан Волчанский государственный маслоэкстракционный завод.
После начала индустриализации СССР оборудование предприятия было обновлено, с 1932 до 1937 год объемы выпуска продукции были увеличены в два раза.
К 1940 году перерабатывающие мощности завода обеспечивали возможность переработки до 100 тонн семечки в сутки.
Во время Великой Отечественной войны в ходе боевых действий 1941—1943 гг. и в период немецкой оккупации города завод был разрушен, но после освобождения города в феврале 1943 года началось его восстановление. Летом 1944 года завод был введён в эксплуатацию.
В соответствии с шестым пятилетним планом развития народного хозяйства СССР в 1956 году на заводе началось строительство нового маслоэкстракционного цеха, который был введён в эксплуатацию в 1961 году, после чего объёмы производства растительного масла были увеличены. В 1962 году завод произвёл 27,2 тыс. тонн масла, в 1963 году — свыше 32 тыс. тонн масла, в 1965 году — 50 332 тонны масла.
В 1987 году перерабатывающие мощности завода обеспечивали возможность переработки до 450 тонн семечек подсолнуха в сутки.
В целом, в советское время маслоэкстракционный завод входил в число ведущих предприятий города.
После провозглашения независимости Украины государственное предприятие было преобразовано в арендное предприятие.
В мае 1995 года Кабинет министров Украины принял решение о приватизации завода в течение 1995 года. В дальнейшем, завод был реорганизован в закрытое акционерное общество.
В 2000 году завод выпустил 56 549 тонн масла стоимостью 113,897 млн. гривен.
В 2001 году собственником контрольного пакета акций завода стала агропромышленная компания ЗАО «Евротэк». Всего за 2001 год завод переработал 113 200 т подсолнечника и произвёл 50 500 т масла (общей стоимостью 101,89 млн гривен).
В 2002 году завод произвёл продукции на сумму 163,5 млн гривен.
В 2003 году завод произвёл 67 тыс. тонн подсолнечного масла, в 2004 году — 64 тыс. тонн подсолнечного масла.
В июле 2005 года завод начал производство фасованной гречневой крупы в пакетах ёмкостью 0,5 и 1 кг.
Также, в 2005 году на предприятии был построен новый маслоэкстракционный цех и установлено современное оборудование компании «Europa Crown Ltd.» для экстракции семян подсолнечника, что позволило увеличить потенциальные мощности завода по экстракции подсолнечного масла до 1 тыс. т в сутки.
В 2006 году ЗАО «Евротэк» приняла решение о продаже Волчанского маслоэкстракционного завода, после чего предприятие перешло в собственность группе компаний «Кернел».
В 2008 году завод получил лицензию на право осуществления хозяйственной деятельности по производству тепловой энергии на теплоэлектроцентралях и установках с использованием нетрадиционных или возобновляемых источников энергии.
2009 год завод завершил с чистой прибылью 1,8 млн гривен.
2010 год завод завершил с чистым убытком 2,5 млн гривен.
2011 год завод завершил с чистым убытком 7,2 млн гривен.
2013 год завод завершил с чистым убытком 0,4 тыс. гривен.
2014 год завод завершил с чистым убытком 1,14 тыс. гривен.